# M.E.Doc
«M.E.Doc» (My Electronic Document, також Medoc, Медок) — поширене українське програмне забезпечення для подання звітності до контролюючих органів та обміну юридично значущими первинними документами між контрагентами в електронному вигляді. У середині 2017 року програмою користувалася переважна більшість компаній в Україні.

## Історія
Програма M.E.Doc розроблена українськими програмістами під керівництвом Олесі Лінник, яка в 2000 році продовжила сімейну справу свого батька Сергія Линника, що займався розробкою бухгалтерських систем з 1990 року і заснував групу компаній «Інтелект-Сервіс». 1993 року його розробка «БЕСТ ЗВІТ» була першою в Україні програмою для автоматизації роботи малого і середнього бізнесу. «БЕСТ ЗВІТ» стала попередником програми M.E.Doc.
З розвитком нових технологій і вимог ринку програмне забезпечення безперервно актуалізовувалося і вдосконалювалося, результатом чого в 2010 році стала поява на українському ринку розробки M.E.Doc.
У 2013 році в цій програмі об'єднали напрацювання з різних напрямків автоматизації бухгалтерської діяльності: звітності, розрахунку заробітної плати, взаємодії всередині корпорацій і обміну документами між контрагентами. Таким чином, M.E.Doc став багатофункціональним комплексом з максимальними можливостями для бухгалтерів в країні. Програмне забезпечення задовольняє потреби в роботі з електронними документами компаній будь-якого масштабу, форми власності та виду діяльності.
Розробки «Інтелект-Сервіс» дозволили перевести процес подачі звітності в Україні в електронну форму. Спочатку ця процедура відбувалася з використанням дискет, а з часом стала повністю дистанційною з використанням електронного цифрового підпису (ЕЦП).
У результаті розвитку й трансформації групи компаній «Інтелект-Сервіс» на початку 2017 року утворилася компанія Linkos group, яка акумулює програмні рішення для бізнесу й бюджетних установ.
У 2019 році програма M.E.Doc отримала нагороду «Вибір року 2019» у номінації «Комерційна програма року для подачі звітності та електронного документообігу»[відсутнє в джерелі]

## Опис програми
Програма M.E.Doc призначена для:
- подання звітності до українських контролюючих органів (зокрема до ДПС України, Держстату, Пенсійного фонду України, Казначейства тощо)
- для реєстрації податкових накладних та юридично значущого електронного документообігу.

Крім цього, програма надає модулі для нарахування зарплати, звітності великих компаній з розгалуженою структурою підрозділів і роботи банків[ангажоване джерело].
M.E.Doc містить усі[ненейтрально] актуальні форми звітності, які оперативно[ненейтрально] оновлюються відповідно до законодавства[ангажоване джерело]. Програма підтримує роботу з ЕЦП найбільш використовуваних центрів сертифікації, а також із захищеними носіями ключів SecureToken[ангажоване джерело].
Над програмою працює численний штат розробників, аналітиків, тестувальників, фахівців техпідтримки та інших напрямків. M.E.Doc отримав позитивний експертний висновок у сфері технічного захисту інформації рівня Г3 від Держспецзв'язку, що свідчить про високий рівень безпеки і захищеності програми[ненейтрально][ангажоване джерело].
У програмі М.Е.Doc можна використовувати сертифікати ЕЦП, отримані в таких акредитованих центрах сертифікації ключів (АЦСК):
- АЦСК «Україна» (Центр сертифікації ключів «Україна»)
- АЦСК ІДЦ ДФС (Інформаційно-довідковий центр ДФС)
- АЦСК Укрзалізниця
- АЦСК Держінформюст
- АЦСК Укрсиббанк
- АЦСК «Masterkey»
- АЦСК ТОВ НВФ «УНІС» (Українські національні інформаційні системи)
- АЦСК УСС (Українські спеціальні системи)
- АЦСК МВС України
- АЦСК НБУ
- АЦСК Збройних сил
- АЦСК Приватбанк

Програма підтримує роботу з захищеними носіями для ЕЦП. У Програмі M.E.Doc також реалізовано автоматичне продовження сертифікатів цифрових підписів[ангажоване джерело].
Розробник програми надає код доступу кожному підприємству. Якщо в програму не введений код доступу, тоді вона буде працювати в демонстраційній версії, яка дозволяє ознайомитися з функціональними можливостями програми, але функції експорту, надсилання електронною поштою й друку документів будуть недоступні.

## Структура програми
Програма має як готові рішення для основних потреб користувачів, так і додаткові модулі:
- Рішення M.E.Doc.Держава — подача всіх видів звітності в усі контролюючі органи, реєстрація податкових накладних в Єдиному реєстрі податкових накладних та обмін ними з контрагентами
- Рішення M.E.Doc.Бізнес — обмін первинними бухгалтерськими документами з контрагентами
- Модуль M.E.Doc.Акциз та ТТН — для роботи з системою електронного адміністрування реалізації палива та поводження з товарно-транспортними накладними
- Модуль M.E.Doc.Зарплата — розрахунок і нарахування заробітної плати співробітникам, облік і управління персоналом
- Модуль M.E.Doc.Корпорація — консолідація звітності підприємств з розгалуженою структурою

## Партнерська мережа
M.E.Doc розповсюджується й обслуговується через партнерську мережу, яка налічує понад 600 представництв по всій Україні: дилерів, посередників, дистриб'юторів і франчайзі. Франчайзингова мережа представлена магазинами електронних послуг «Твій час» і заснована розробниками M.E.Doc в 2016 році.

## Хакерські атаки

### Бекдор
На думку експертів, принаймні з 14 квітня 2017 року система оновлення програми M.E.Doc була скомпрометована. На комп'ютери жертв стали потрапляти оновлення програми з встановленим бекдором.
Виявлена остання версія бекдору за функціоналом мала можливість збирати коди ЄДРПОУ уражених компаній та відправляти їх на віддалений сервер. Крім того, завантажувати файли й збирати інформацію про операційну систему та ідентифікаційні дані користувачів. Зловмисники мали можливість залежно від кодів ЄДРПОУ віддавати бекдору різні команди, зокрема — завантажувати й запускати додаткові модулі. Також відомо, що після спрацювання бекдору, зловмисники компрометували облікові записи користувачів, з метою отримання повного доступу до мережі. Далі отримували доступ до мережевого обладнання з метою виведення його з ладу. За допомогою IP KVM (KVM-перемикач з можливістю роботи через комп'ютерні мережі) здійснювали завантаження власної операційної системи на базі Tiny Core Linux.

### XData
18 травня 2017 року було виявлено вірус-здирник XData, який став другим за швидкістю поширення та шкідливістю після WannaCry в Україні. Вірус шифрував дані на комп'ютері та вимагав від 0,1 до 1 BTC (станом на травень 2017, один біткойн коштував понад 1,9 тисяч доларів США). Переважною більшістю жертв вірусу стали бухгалтерські комп'ютери українських підприємств, які використовували систему M.E.Doc на 64-бітних операційних системах Windows XP, Windows 7, Windows Server 2008 та Windows Server 2012. Багато постраждалих стверджували, що шифрування їхніх даних відбулося після оновлення програми M.E.Doc. Однак компанія-виробник ПЗ заперечила проблеми з безпекою і назвала це збігом.
Засіб для дешифрування даних, уражених XData, був опублікований уже 30 травня.

### NotPetya
27 червня 2017 відбулося масове ураження комп'ютерів українських підприємств та установ вірусом-шкідником Petya.2017.
Комп'ютерний хробак стрімко поширювався та уразив комп'ютерні мережі підприємств далеко за межами України. Сукупні втрати від хакерської атаки можуть становити до $10 млрд. Адміністрація Президента США вважає цю атаку найбільшою та наймасштабнішою із відомих на той час.
Кіберполіція припустила, а фахівці з комп'ютерної безпеки компанії Microsoft підтвердили, що атака розпочалась з системи автоматичного оновлення програми «M.E.Doc» близько 10:30 GMT (13:30 за київським часом, кіберполіція стверджує, що атака розпочалась о 10:30 за київським часом). Розробник програми M.E.Doc, компанія «IT Експерт» розмістила на своєму сайті повідомлення, яким визнала джерело атаки, але невдовзі його прибрала. Згодом було розміщене нове повідомлення, в якому компанія спростовувала будь-яку інформацію про причетність до поширення вірусу або про злам своїх інформаційних систем.
Можливою причиною ураження називали те, що домен upd.me-doc.com.ua, який використовувався для оновлень програми M.E.Doc, вказував на єдиний хост, який перебував у провайдера WNet. На початку червня СБУ звинуватила цього провайдера в передачі технічних засобів фіктивній структурі, яку контролювала ФСБ.
4 липня правоохоронці вилучили сервери системи M.E.Doc. Згодом Кіберполіція повідомила, що вважає «M.E.Doc» постраждалою стороною: злочинці зламали програму Медок, вбудували в оновлення бекдор, зламали сервер оновлень і встановили переадресацію на інший сервер.
5 липня було розроблено оновлення, яке виключало загрозу для користувачів.
19 жовтня 2020 року Американське міністерство юстиції офіційно висунуло звинувачення шести офіцерам ГРУ Російської Федерації. Вважається, що всі вони мають членство в хакерській групі Sandworm. Ця група винна в гучних кібератаках сучасності: NotPetya, KillDisk і OlympicDestroyer.